# Science et technologie byzantines
La science et la technologie byzantines ont joué un grand rôle dans la préservation des connaissances acquises pendant l’Antiquité classique et dans la transmission de celles-ci au monde arabe et à l’Europe occidentale vers la fin du Moyen Âge et au début de la Renaissance italienne. Sauf pour quelques inventions, notamment dans le domaine militaire, les Byzantins n’ont guère innové, ni sur le plan scientifique s’intéressant moins à l’aspect théorique de sciences comme les mathématiques ou l’astronomie qu’à leurs applications pratiques, ni sur le plan technologique où ils perpétuent les techniques en utilisation dans l’Empire romain.
Les concepts de science et de technologie sont alors fort éloignés de ce qu’ils sont de nos jours. 
Les textes sacrés et la philosophie en font autant partie que les mathématiques et l’astronomie (haute science) ou l’astrologie et l’alchimie (basse science). 
Ainsi, en histoire, les Chroniques universelles, très populaires au Moyen Âge, ont essentiellement pour objectif de démontrer le rôle joué par l’Empire dans le plan divin, alors que les Histoires constituent moins le récit objectif d’évènements passés que l’apologie d’un prince et de sa famille.
Les divisions entre sciences sont loin d’être étanches, et un intellectuel peut enseigner à la fois la médecine et la philosophie ; aussi, la mention de l’un ou l’autre savant dans telle ou telle catégorie ne reflète-t-elle souvent que le champ d’activité principal où cette personne s’est illustrée.

## Science

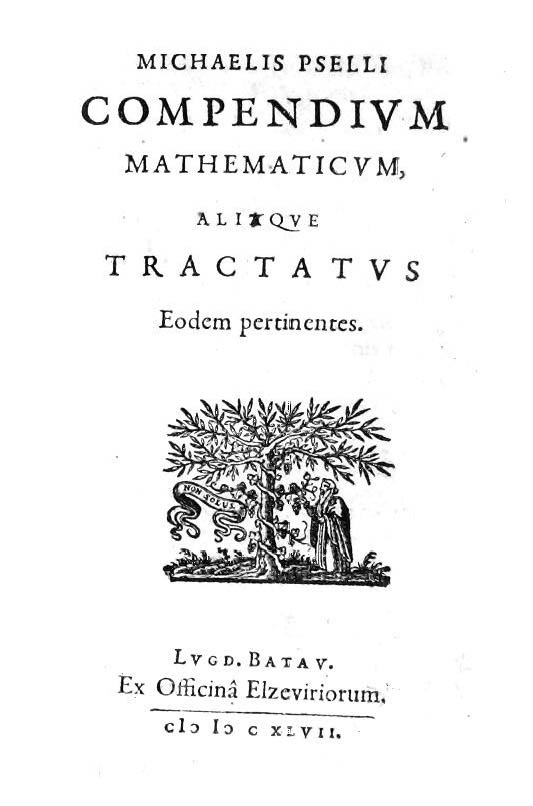
Michel Psellos, intellectuel et homme politique, fut l’un des grands polygraphes de son temps dont le savoir touchait à tout : philosophie, rhétorique, géométrie, théologie, médecine, histoire... Ici son Compendium mathematicum dans une édition de 1647.

La production scientifique byzantine n’enregistre guère de progrès notable par rapport à celle de l’Antiquité classique dans laquelle elle prend sa source. Néanmoins elle aura l’avantage de préserver celle-ci et de la transmettre au monde musulman et à l’Europe de la Renaissance italienne. Elle s’appuie sur la philosophie et la métaphysique auxquelles s’ajouteront l’histoire et la géographie, les mathématiques et l’astronomie. Malgré une certaine opposition à la tradition païenne nombre d’érudits classiques comme Michel Psellos ou Jean Mavropous occuperont de hautes fonctions dans l’Église. Les écrits de l’Antiquité ne cesseront d’être étudiés dans l’Empire byzantin grâce à la vigueur donnée aux études classiques par l’Académie d'Athènes aux IVe siècle et Ve siècle, à la vitalité de l’académie philosophique d’Alexandrie et à la croissance de l’université de Constantinople où sont enseignés uniquement des sujets séculiers, la théologie étant enseignée à l’Académie patriarcale. 
Les écoles monastiques se concentrent sur la Bible, la théologie et la liturgie. 
Dès lors, les copistes dans les monastères concentrent leurs efforts sur la reproduction de manuscrits de nature religieuse, alors que les œuvres de l’Antiquité païenne sont transcrites, résumées et annotées par des civils ou des membres du clergé comme Photios, Aréthas de Césarée, Eusthate de Thessalonique et Basilius Bessaron. 
La distinction entre les diverses sciences ou même leur rapport de l’une à l’autre est beaucoup moins étanche que de nos jours et bon nombre de savants sont polygraphes et écrivent sur des sujets variés. 
Ainsi Michel Italikos dans la première moitié du XIIe siècle enseigne en même temps que les textes sacrés les mathématiques (arithmétique, géométrie, astronomie et musique), la mécanique, l’optique, la médecine et la philosophie.

### Histoire

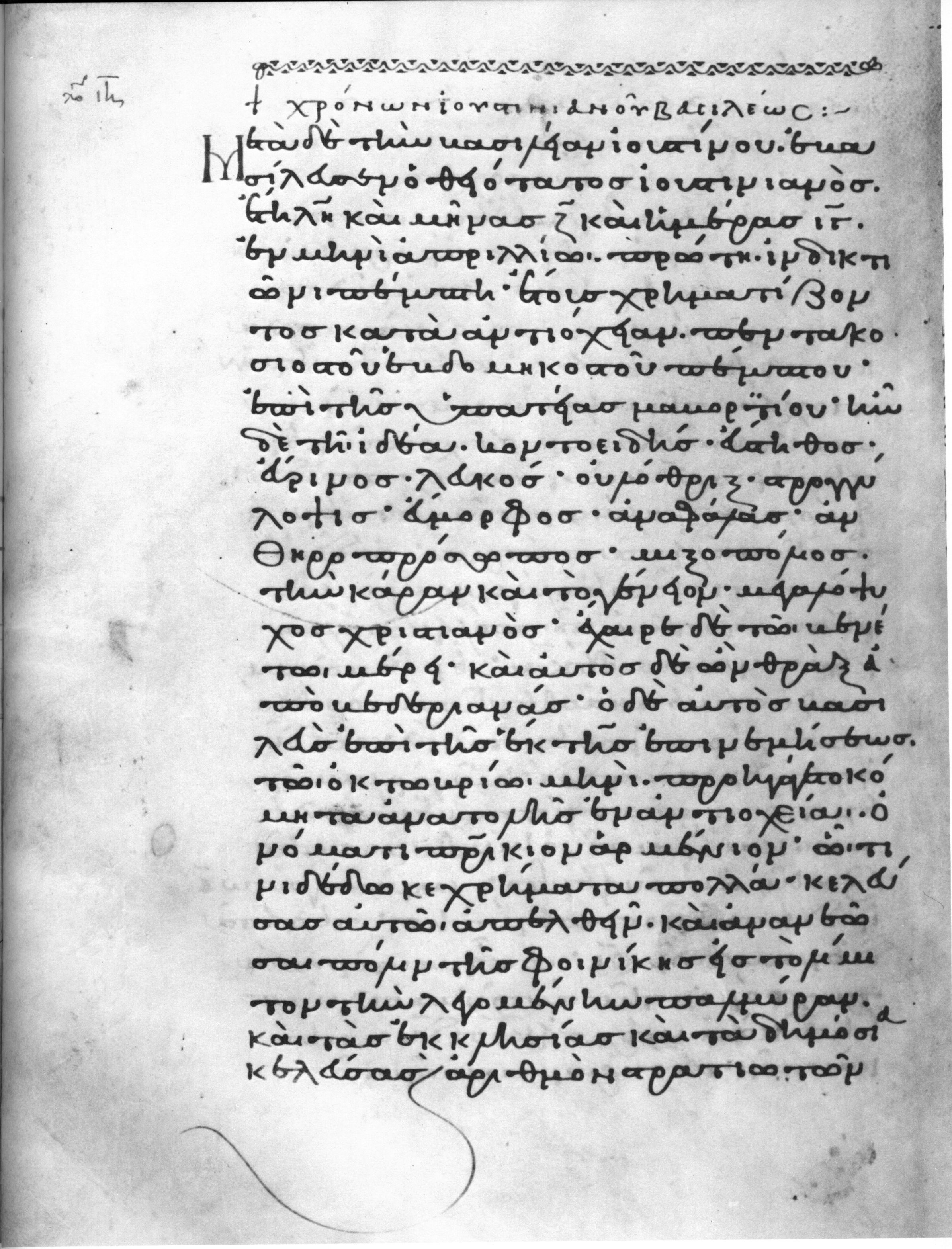
Page manuscrite du début du livre 18 de la Chronique de Jean Malalas (Oxford, Bodleian Library, MS. Barocci 182, fol. 273v).

L’histoire à Byzance prend deux formes : soit la description des évènements d’un règne ou d’une période, généralement écrite à la gloire d’un prince ou d’une famille, soit d’une chronique universelle dont le but est de convaincre le lecteur que le monde byzantin et la foi orthodoxe, sous la direction de l’empereur, reproduisent sur terre l’ordre voulu par Dieu dans les cieux. Alors que les premières sont écrites dans un style soigné et recherché, les deuxièmes sont écrites dans une langue peu éloignée de la langue courante.
Un exemple de ces chroniques universelles est celle écrite par Jean Malalas, rhéteur syrien du VIe siècle et fonctionnaire de l’administration impériale, qui dans sa Chronographia relate l’histoire du monde depuis la création jusqu’à « l’empereur Zénon et les empereurs qui l’ont suivi ».
Il serait impossible d’énumérer ici tous les historiens byzantins. Mentionnons seulement à travers les siècles Théophylacte Simocatta, que l'on peut considérer comme le dernier historien du monde antique et qui vécut au début du VIIe siècle. Il écrivit une œuvre historiographique intitulée Histoires, s’inscrivant dans la suite des historiens du VIe siècle  (Procope de Césarée, Agathias de Myrina, Ménandre le Protecteur) relatant le règne de l'empereur d'Orient Maurice Ier  (582-602)  qui constitue une source d'information essentielle sur les Persans et les Slaves.
Théophane le Confesseur (758/759 – 817/818), aristocrate, moine, théologien et chroniqueur, est surtout connu comme l’auteur d’une importante Chronographie poursuivant celle de Georges le Syncelle (mort après 810) à partir de Dioclétien jusqu’à la chute de Michel Ier Rhangabé.
Au XIe siècle, Georges Cédrenne, dit Cécaumène, écrit une Chronique Universelle qui s’étend, comme c’est alors l’habitude, depuis la création du monde jusqu'à l'avènement d'Isaac Comnène (1057) : c’est l’une des rares sources sur les villes de la Khazarie après le sac d’Itil (ou Atil) en 969.
Premier enfant de l’empereur Alexis Ier, Anne Comnène (1083-1153) écrivit vers 1148 l’Alexiade, une œuvre apologétique consacrée à son père, mais qui contient également nombre d’informations sur les Normands, les Scythes (Petchénègues) et les Turcs, en plus de livrer l’histoire de la première croisade du point de vue byzantin.
Au même siècle, Jean Skylitzès (vers 1040-début du XIe siècle) est l'auteur du Synopsis Historiarum, une chronique qui couvre la période allant de 811 à 1057 (dynasties amoriennes et macédonienne), et se veut la continuation de la Chronographie de Théophane le Confesseur.
En plus de nous transmettre le savoir historique de l’Antiquité, nombre de ces auteurs reprenant les travaux d’auteurs anciens dont certains ne nous sont connus que par eux, y ajoutent les données sur le monde plus récent jusqu’à leurs époques respectives.

### Géographie

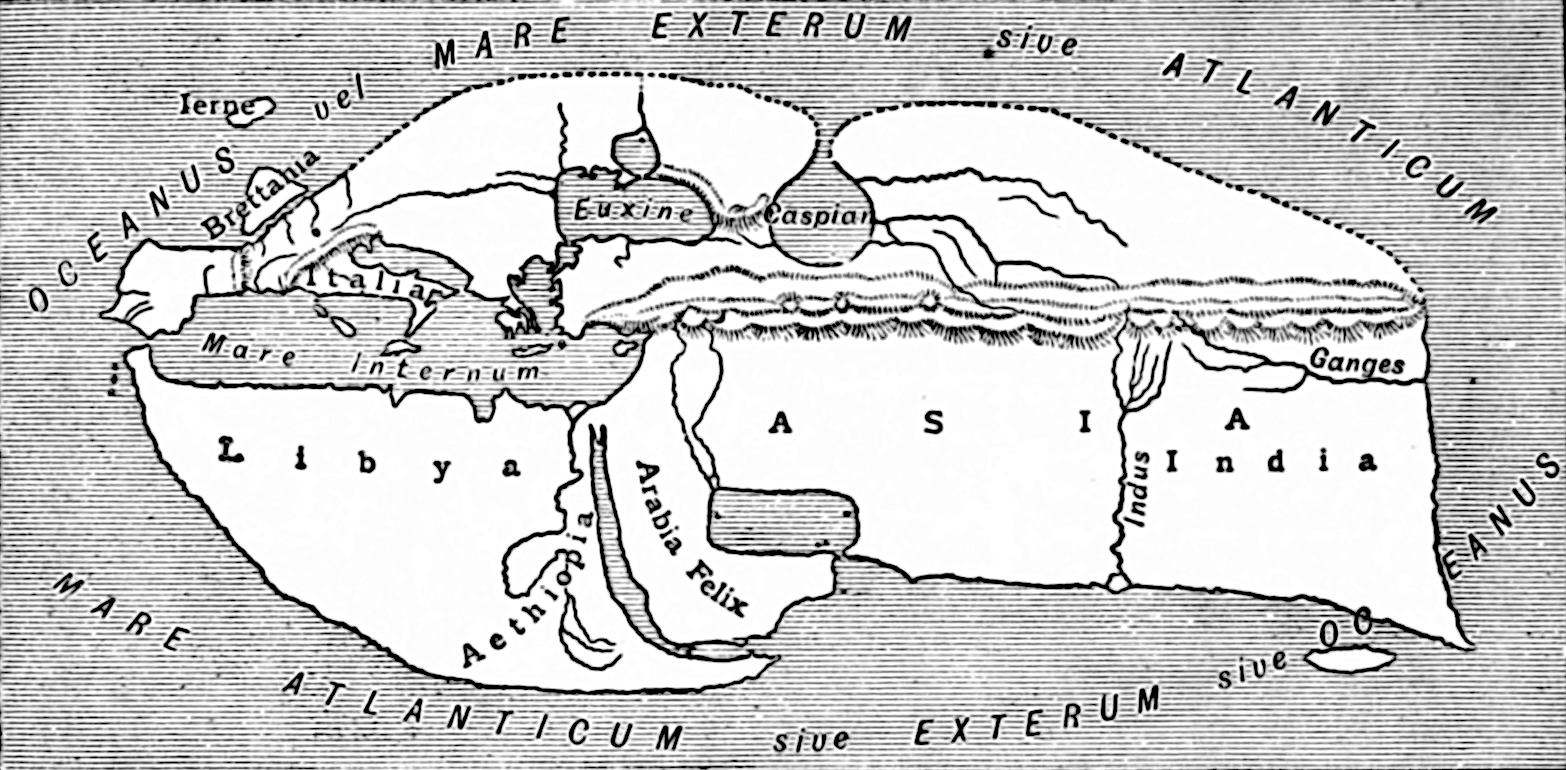
La carte du monde tel que vu par Strabon.

La géographie byzantine se base sur les travaux de Strabon (v. 60 av. J.-C.  – vers 20 ap. J.-C.) et de Pausanias le Périégète (vers 115 – vers 180). Il s’agit essentiellement d’une géographie descriptive poursuivant un but de nature économique, la géographie théorique étant presque totalement ignorée. 
Ainsi le Périple de la mer Érythrée, écrit en grec entre la première moitié du Ier siècle et le IIIe siècle, est un récit d'exploration maritime décrivant la navigation et les facilités commerciales depuis les ports romano-égyptiens comme Bérénice le long de la côte de la mer Rouge pour suivre la route maritime qui longe les côtes de l'Afrique orientale jusqu’en Inde. 
Le même but utilitaire est également visible dans l’œuvre de Constantin VII Porphyrogénète (905-959) De administrando Imperio (« De l'administration de l'Empire ») où l’empereur décrit à l’intention de son fils les pays et les peuples qui entourent l’empire (Serbes, Croates, Rus’, Petchenègues,…), les routes par lesquelles ils entrent en contact avec Byzance et les moyens de faire alliance avec eux contre des ennemis (Khazars). Même chose dans les nombreux rapports d’ambassadeurs byzantins en pays étrangers comme Priscus (Ve siècle)  (sur la cour d’Attila), Nonnosos (VIe siècle) (sur la région de la mer Rouge) et Théodore Métochitès (1270–1332) (sur l’Arménie et la Serbie).
La cartographie remplace la description des pays et des villes par des listes de noms comme dans le Synekdèmos (Compagnon de voyage) d’Hiéroklès VIe siècle, catalogue de neuf cents villes de l'Empire byzantin classées dans les soixante-quatre provinces, approximativement par ordre géographique. Ces ouvrages sont souvent influencés soit par la vision cosmologique du monde que se font les Byzantins comme chez Cosmas Indicopleustès (VIe siècle) dont la description du monde, intitulée Topographie chrétienne, rejette l'image du monde des savants grecs, incompatible selon lui avec l'enseignement de la Bible, soit par l’acceptation sans discernement des sources comme dans le De Thematibus de Constantin Porphyrogénète chez qui la distribution des villes des temps anciens serait identique à celle du Xe siècle, soit par des informations folkloriques que l’on retrouve dans les diverses descriptions des pays et de leurs peuples.

### Mathématiques et astronomie

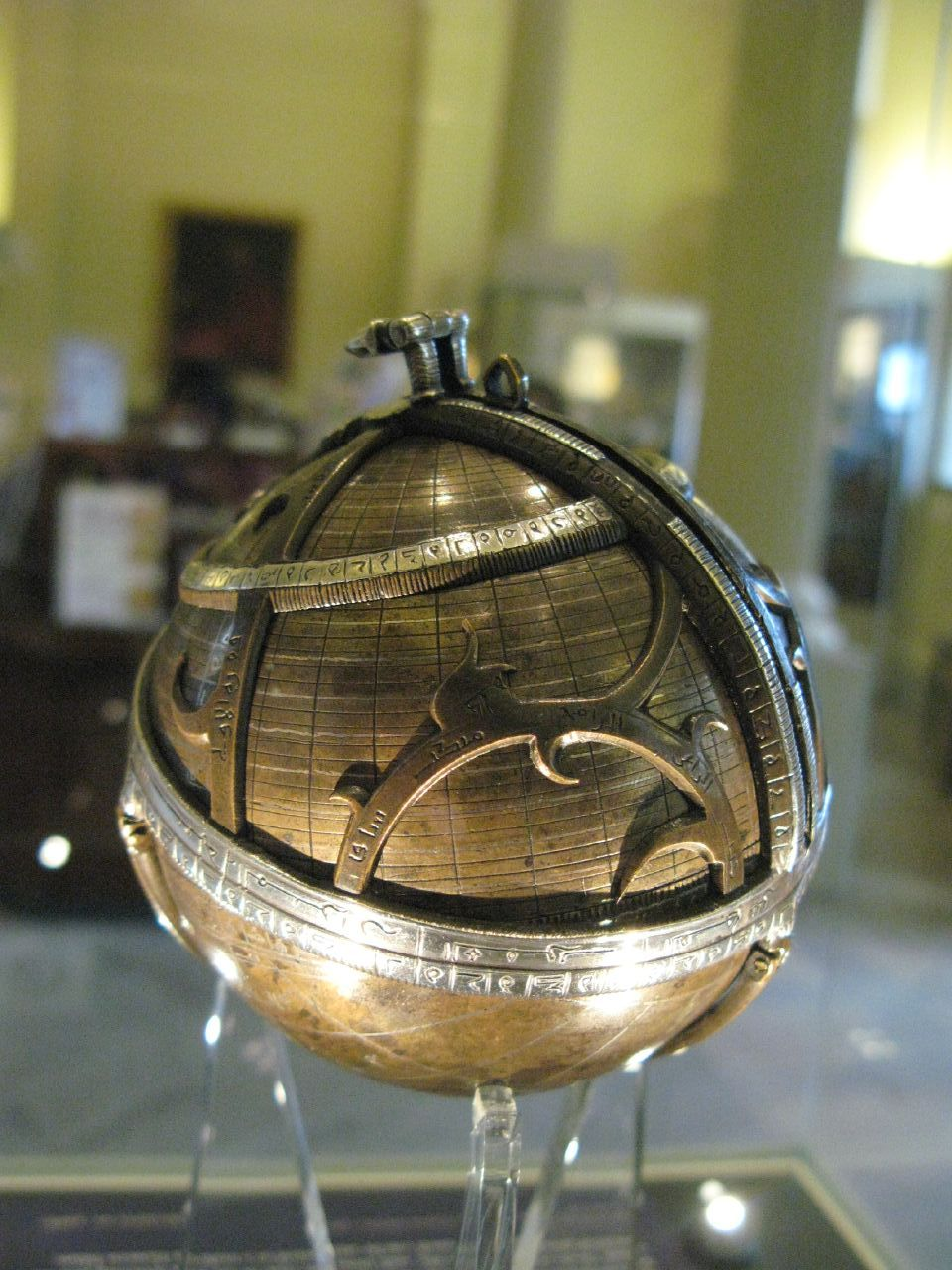
L’astrolabe est l’objet de nombreux travaux d’astronomie en Occident et en Orient. Ici un exemple médiéval islamique datant d’environ 1480 (Museum of the History of Science, Oxford).

À Byzance, mathématiques et astronomie ne peuvent être dissociées et formaient conjointement ce qu’il est convenu d’appeler la « haute » tradition scientifique par opposition à la « basse » tradition, qui inclut alchimie et astrologie. 
Cette tradition se base sur les travaux d’Euclide (IIIe siècle av. J.-C.), d’Archimède (IIe siècle av. J.-C.) et de  Ptolémée (Ier siècle av. J.-C.). 
Jean Philopon (VIe siècle) est probablement celui qui fait la transition entre science hellénistique et science byzantine. Grammairien, philosophe et théologien chrétien, il écrit le plus ancien traité sur l’astrolabe planisphérique et ses usages. 
Également à l’époque de Justinien Ier, Eutocius d'Ascalon, géomètre grec et auteur de commentaires sur les écrits d'Archimède et d'Apollonios de Perga, introduit les mathématiques grecques à Constantinople.
Les deux architectes de Sainte-Sophie de Constantinople, Anthémius de Tralles et Isidore de Milet (VIe siècle) sont surtout connus, le premier comme mathématicien spécialisé dans l’étude des paraboles et le deuxième comme ayant dirigé la publication des traités d’Archimède sur la mesure du cercle et sur les sphères et les cylindres.
Au VIIe siècle, la science alexandrine où astronomie et mathématiques occupent une place de choix migre vers Constantinople. Stéphane d’Alexandrie (vers 550 – après 619) rédige un traité d’astronomie intitulé « Explication des tables de Théon par des exemples particuliers » le reliant à la « haute science », alors que divers traités d’alchimie conservés sous son nom le relieraient à la « basse science ».
Une nouvelle époque s’ouvre au IXe siècle avec Léon le Mathématicien (790/800-870), savant, philosophe et religieux byzantin, qui remet à l'honneur les sciences mathématiques et l'astronomie ainsi que les sciences naturelles, et à qui l’on doit d’avoir fait recopier les principales œuvres des mathématiciens antiques comme Euclide, Diophantos, Apollônios, Ptolémée, Archimède et autres.
À la fin du premier millénaire, la « Renaissance macédonienne » (867-1056) développe les acquis grecs antérieurs, continuant en cela la lignée des « commentateurs », tout en y intégrant l’évolution scientifique des Arabes et des Perses dont les Byzantins deviennent les experts. 
Ce goût pour la transcription des œuvres antiques se poursuit jusqu’au XIIe siècle. 
Sous le règne de Manuel Ier (r. 1118 – 1180), fervent d’astronomie et d’astrologie, le « Traité d’astronomie » de Ptolémée est traduit en Sicile probablement par Adélard de Bath. 
Il est possible que ce soit d’Italie que les Byzantins reçoivent au XIIe siècle les chiffres arabes qui mettent beaucoup de temps à se répandre. 
Georges Pachymère (1242–vers 1310), mieux connu comme historien, les connait lorsqu’il écrit son Manuel des quatre sciences (quadrivium).
Après une période de déclin, l’intérêt pour les mathématiques reprend avec Théodore Métochitès (1270–1332), homme d’État et intellectuel qui écrit une introduction à l’astronomie de Ptolémée, un traité sur la forme mathématique de la philosophie et de nombreux commentaires d’Aristote. 
Ardent défenseur des théories de Ptolémée, Isaac Argyros (en) (vers 1300-1375), théologien, mathématicien et astronome, écrit au siècle suivant un traité sur l’astrolabe, deux livres d’astronomie, un essai sur les racines carrées, des scholies à Euclide et une nouvelle édition du "commentaire à Nikomachos", alors que son contemporain Théodore Méliténiotès (vers 1320 – 1393), grand sacellaire (inspecteur des monastères), puis vers 1360 directeur de l'école patriarcale, écrit un traité intitulé Trois livres d'astronomie (Άστρονομική τρίβιβλος) qui en fait le plus grand astronome de Byzance avec Nicéphore Grégoras (vers 1295 – 1360). Ce dernier est mieux connu toutefois comme historien grâce à  son Histoire Romaine; sur le plan scientifique, on conserve son Traité sur l’astrolabe et le fait qu’il a été l’un des premiers depuis l'Antiquité, à calculer et à prévoir avec exactitude l’éclipse solaire totale du 16 juillet 1330.
À partir de cette période toutefois, les œuvres des anciens auteurs grecs quittent Constantinople avec les émigrés qui vont s’installer en Occident où, avec celles déjà traduites en arabe, en latin ou en hébreu, elles contribuent à une renaissance des mathématiques.

### Physique

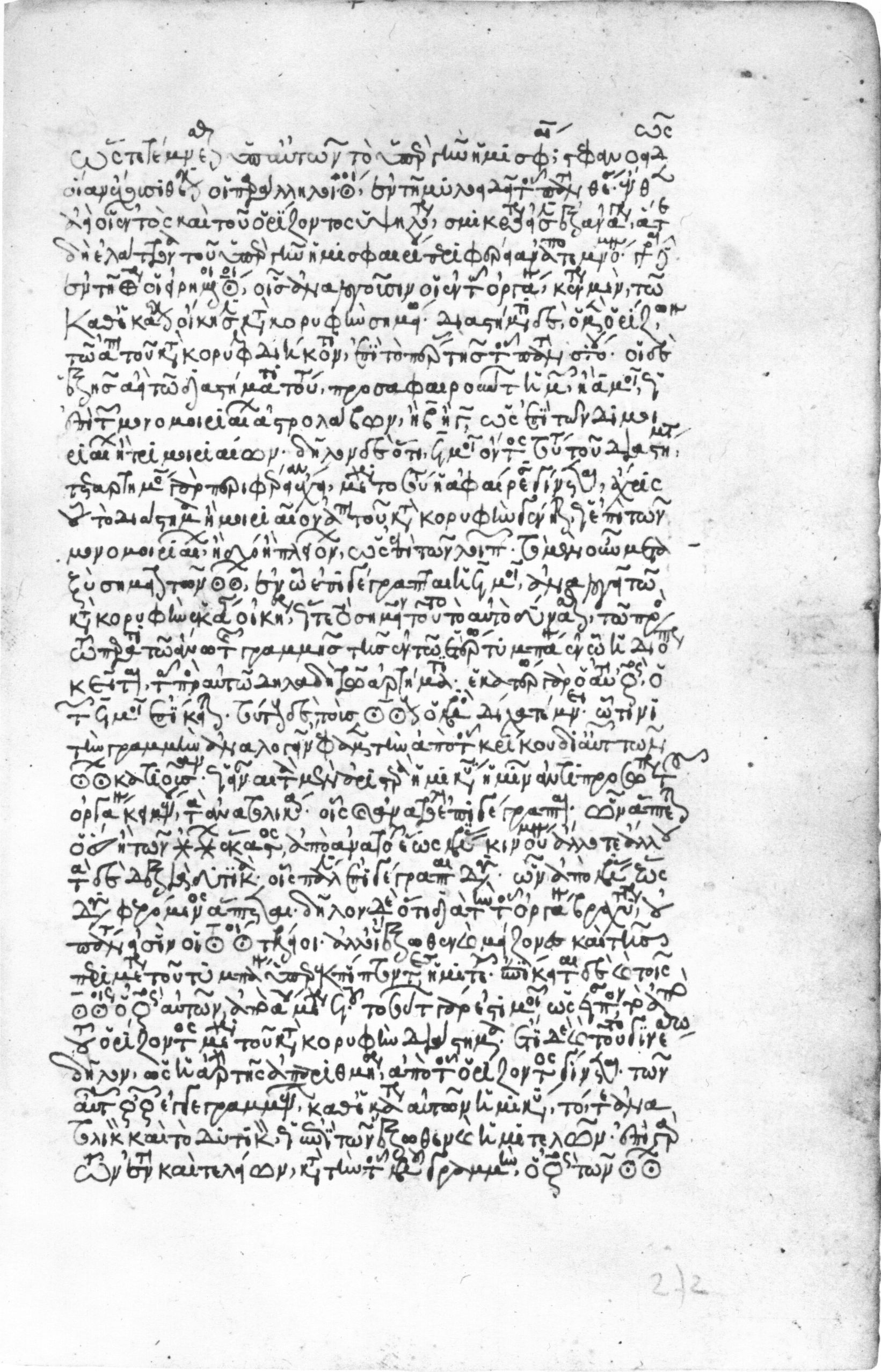
Page manuscrite de l’ouvrage de Philipon, « De usu astrolabii eiusque constructione », 1381/1382. (Biblioteca Medicea Laurenziana, Plut. 28,16, fol. 272r.

En cette matière également, les Byzantins continuent l’œuvre des anciens Grecs, en les copiant, en les enseignant ou en les développant pour concilier pensée grecque et conceptions chrétiennes de l’univers.
Leur grand mérite toutefois reste de maintenir et transmettre ce savoir aux Syriens, aux Arabes ainsi que, au XIIIe siècle, à la Sicile normande. Tout comme en géographie, leur intérêt porte moins sur la théorie que sur l’application de la physique aux problèmes techniques.
Jean Philopon (aussi connu sous le nom de Jean le Grammairien, 490/495-568/570), philosophe et théologien monophysite, remet en question la théorie d’Aristote selon laquelle les projectiles continuent d’avancer par l’effet d’une force motrice transmise par le lanceur (et non par la poussée de l’air) et lui substitue la théorie de l’impetus. Ses critiques sont une source d’inspiration pour Galilée qui le cite régulièrement dans ses œuvres.
La Physique d’Aristote est étudiée à Constantinople jusqu’au XIVe siècle, faisant l’objet d’abondants commentaires par Simplicius (vers 480-509), Michel Psellos (1017/1018-1078), Michel d’Éphèse (XIe siècle) et Théodore Métochitès (1270–1332). On doit entre autres à Michel Psellos de nombreux travaux sur la matière, la couleur, le mouvement, l’écho, la pluie le tonnerre et les éclairs ainsi qu’à son contemporain, Syméon Seth, à qui on doit un Traité de physique en cinq livres (sur la terre, les quatre éléments, le ciel, la matière et l'âme, et la cause finale), d'inspiration aristotélicienne.
Sur le plan de la physique appliquée, on doit au général Bélisaire (500-569) l’invention ou au moins la mise en œuvre des premiers « moulins flottants », moulins à eau installés sur un bateau dans le cours d'une rivière ou d'un fleuve. En 537, l’approvisionnement de Rome en farine fut interrompue par le siège des Goths. Se basant sur une idée de Vitruve, ingénieur romain du Ier siècle, Bélisaire fait construire ces bateaux où l’eau au lieu de faire avancer le bateau sert à moudre le grain.

### Médecine
Tout comme pour l’architecture, la médecine est une des sciences où les Byzantins dépassèrent leurs prédécesseurs gréco-romains et influenceront à la fois la médecine arabo-musulmane et celle qui se développera en Europe pendant la Renaissance. L’œuvre d’Hippocrate et celle de Galien constituèrent les bases du savoir médical qu’enrichirent des savants comme Oribase (v. 325 - v. 395), compilateur byzantin de connaissances médicales qui n’hésita pas à corriger les méthodes anciennes fautives, Aétios d'Amida (VIe siècle), Alexandre de Tralles (VIe siècle) et Paul d'Égine (VIIe siècle) dont le Recueil des Pléiades (en grec : Epitomes iatrikes biblia hepta; en latin : De Re Medica Libri Septem), est une compilation en sept livres de textes de médecins antiques qui annonce l’approche anthologique de la tradition.
Un nouvel intérêt pour les traités médicaux s’annonce à partir du  Xe siècle avec des auteurs comme Mélétios le Moine (IXe siècle), Théophane Chrysobalantès (Xe siècle), Syméon Seth (mentionné plus haut, XIe siècle), Nicolas Myrepsos (XIIIe siècle), auteur d'un traité en 48 livres contenant 2 656 formules de médicaments composés à partir de 370 plantes et Joannes Actuarius (XIVe siècle) dont trois ouvrages ont été conservés traitant essentiellement de diététique, d’hygiène et de médicaments. Aux connaissances acquises des Grecs, les Byzantins ajouteront celles importées des Arabes et des Perses. Syméon Seth sera le premier à mentionner des produits orientaux comme les clous de girofle, les noix de muscade et le chènevis. Le traité de Myrepsos pour sa part comprend de nombreuses recettes venant de Sicile ou sont d’origine orientale.
L’attention particulière donnée à l’hygiène et à l’organisation sanitaire fut une source de préoccupation constante pour l’administration impériale et pour l’Église qui en avait la charge et constitue une innovation par rapport aux Anciens. Elle inspira la création d’hôpitaux, la formation des médecins, la préparation et la conservation des médicaments.
Le premier hôpital fut probablement fondé par Basile de Césarée (329-379), évêque qui fit construire dans chaque circonscription de son diocèse un hospice pouvant recevoir les pauvres et les malades. À Césarée même, il construisit un « ensemble hospitalier » complet comprenant, outre une église, un hospice de vieillards, un hôpital pour les malades, une hôtellerie pour les voyageurs et les pèlerins, des logements pour les gens de service, et des écoles pour les orphelins de la ville. Par la suite, les services se « spécialiseront ». Ainsi, le monastère du Pantocreator fondé au XIIe siècle était pourvu d’un hôpital prévu pour cinquante malades, hommes et femmes, répartis en cinq salles (ὄρδινοι) de dimensions différentes : une salle de blessés avec dix lits, une pour les malades des yeux ou des entrailles avec huit lits, une salle réservée aux femmes avec douze lits, et deux autres salles pour les malades ordinaires. Le personnel se composait de médecins spécialistes, d’assistants et de pharmaciens préparant les médicaments.

## Technologie

### Architecture

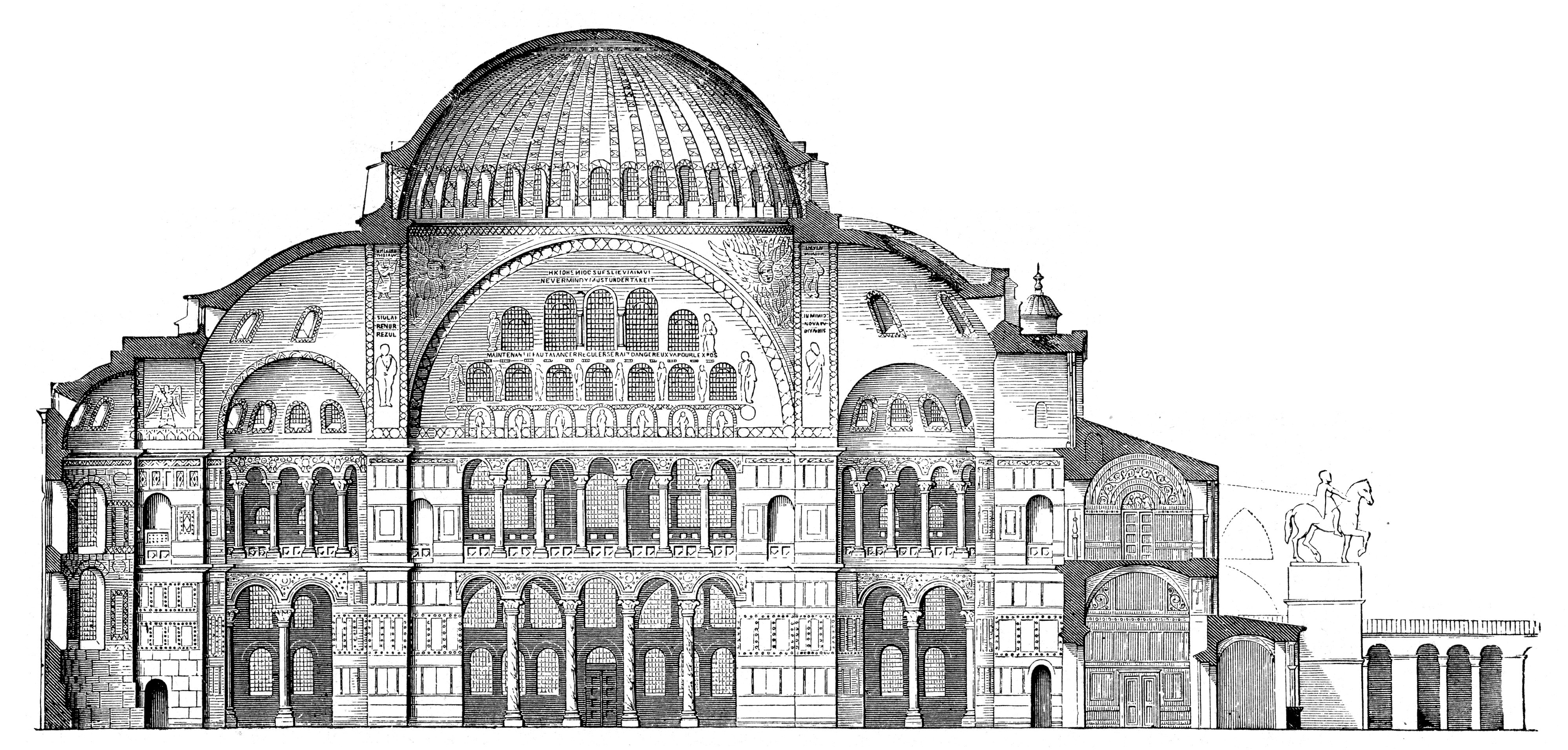
Sainte-Sophie de Constantinople, considérée comme le chef-d’œuvre de l'architecture byzantine.

Le domaine de l’architecture est probablement celui où les Byzantins ont le mieux réussi à dépasser leurs prédécesseurs. De Constantin et jusqu’à la construction de la basilique de Sainte-Sophie sous Justinien, elle constitue essentiellement la prolongation de l’architecture romaine traditionnelle où de vastes édifices étaient consacrés au culte ou aux affaires publiques et pouvaient accueillir de grandes foules. Par la suite, surtout au cours de la période où se multiplient les monastères et où les édifices tendent à être utilisés par une clientèle restreinte (fonctionnaires et dignitaires) plutôt que par les foules, les édifices prennent des dimensions plus restreintes. Succédant aux églises à plan basilical de forme oblongue, l’église à croix inscrite, édifiée à partir d’un naos formant carré dans lequel s’inscrivent les quatre bras de la croix, deviendra le type même des églises orthodoxes byzantines.
Le centre du naos est généralement surmonté d’un dôme. On doit aux Byzantins la création du « dôme sur pendentifs » dont le premier exemple sera "Hagia Sophia" (563, Sainte-Sophie (Constantinople)). Si le dôme était déjà connu dans l’architecture romaine, l’utilisation de pendentifs permettait de donner à celui-ci une ampleur et une hauteur considérables. Après avoir été utilisé dans les plans de nombre d’églises orthodoxes byzantines, ce style sera repris dans la construction de mosquées musulmanes.
Outre les édifices affectés au culte, l’architecture byzantine se développa au gré de nombreux édifices civils : le Grand Palais de Constantinople, aujourd’hui en ruines, constituait le plus grand ensemble architectural de Constantinople. Constamment agrandi de Constantin Ier jusqu’au Xe siècle, il constituait un ensemble quelque peu hétéroclite d’édifices administratifs, cours, pavillons et églises qui n’est pas sans rappeler le Kremlin de Moscou. Les murailles de Constantinople avec le mur de Théodose permirent avec leurs vingt kilomètres de longueur et leurs tours imposantes de résister pendant plus de mille ans à tous les ennemis.
L’alimentation en eau de la ville, si importante lors de sièges, était assurée par de vastes citernes, certaines souterraines comme le « Palais submergé » (en turc, Yerebatan Sarayī). Commencé sous Justinien dans les années 530, cet édifice qui servit à des usages multiples abritait une citerne souterraine de 138m sur 65m ornée de 28 rangées de 12 colonnes chacune supportant une voûte de briques. Outre l’ « aqueduc de Justinien », on peut encore admirer le pont monumental qui permet de traverser la rivière Sangarius (aujourd’hui Sakarya) datant du VIe siècle de même que le pont sur la Karamagara dans l’est de la Turquie, premier exemple de pont à arc pointé. Datant du Ve siècle ou VIe siècle, il s’agit d’un pont voûté à arc unique de 17m de longueur et de 10m de hauteur.

### Technologie militaire

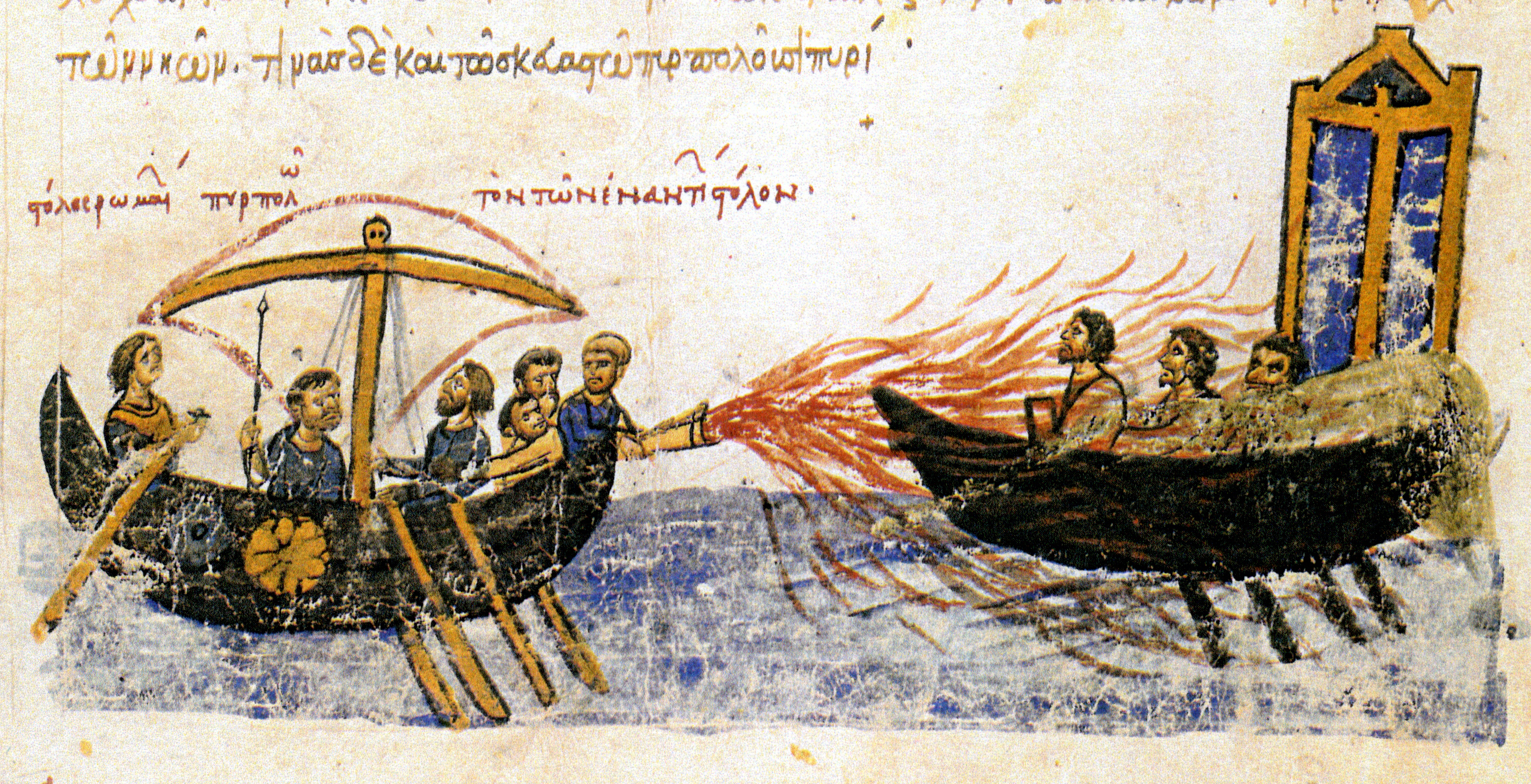
Navire byzantin utilisant le feu grégeois contre celui de Thomas le Slave en 821 (Illustration du Skylitzès de Madrid, XIIe siècle).

L’invention byzantine la mieux connue dans le domaine militaire est sans conteste celle du feu grégeois. Datant de la fin du VIIe siècle, elle est attribuée à Callinicus d'Héliopolis, un architecte réfugié à Constantinople. Probablement fabriqué à partir d’un mélange de résine de pin, de naphte, d'oxyde de calcium (chaux vive), de soufre ou du salpêtre, le feu grégeois demeura un des secrets militaires les plus jalousement gardés tant en ce qui concerne sa fabrication que sa propulsion. Dans son livre De Administrando Imperio, l’empereur Constantin VII enjoint à son fils et héritier Romain II de ne jamais révéler les secrets de la production du feu grégeois qui furent « montrés et révélés par un ange au grand et saint premier empereur chrétien Constantin » à qui l'Ange fit jurer « de ne préparer ce feu que pour les Chrétiens et seulement dans la cité impériale ». Le secret fut effectivement si bien gardé que lorsque les Bulgares s’emparèrent d’une grande quantité du liquide et des siphons nécessaires à sa propulsion ils s’avérèrent incapables de s’en servir.
Le jet liquide était chauffé et projeté par un siphon à partir d’un tube de bronze. Il pouvait bruler sur l’eau et ne pouvait être éteint que par du sable en privant le feu de son oxygène ou au moyen de vinaigre ou de vieille urine sans doute en raison d’une réaction chimique particulière.
Son utilisation, particulièrement contre des flottes militaires, eut des effets désastreux sur l’ennemi et assura la survie de l’empire lors des deux sièges arabes de Constantinople (en 674-678 et en 717-718).
Bientôt, les Byzantins découvrirent que ce feu grégeois pouvait aussi être projeté à l’aide de grenades incendiaires qui firent leur apparition peu après le règne de Léon III (717-741) sous forme de contenants en pierre ou en céramique. Ces contenants assez volumineux étaient lancés sur l’ennemi à l’aide de catapultes ou de trébuchets, soit déjà en flammes, soit allumés par une flèche enflammée après leur tir.

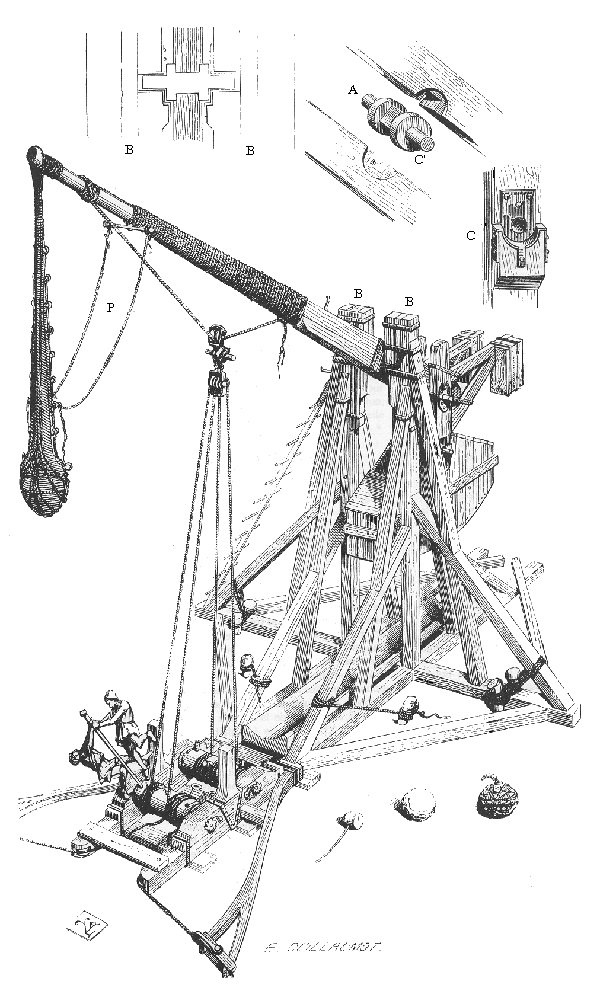
Trébuchet à contrepoids en préparation pour un lancement.

Le trébuchet à traction, arme de siège aussi appelée mangonneau, était déjà connu en Chine au IVe siècle avant notre ère. Il se propagea en Occident avec les Avars et fut adopté par les Byzantins au VIe siècle. Il utilisait la force humaine pour propulser les boulets vers les murailles des assiégés. Son successeur, le trébuchet à contrepoids utilisant, comme son nom l’indique, un contrepoids au lieu de la force humaine est probablement d’origine byzantine et est décrit pour la première fois par l’historien Nicétas Choniatès alors qu’il est utilisé par l’empereur Andronic Ier lors du siège de Zevgminon en 1165. Il n’est pas impossible toutefois qu’il ait déjà été utilisé par Alexis Ier, lequel lors du siège de Nicée aurait inventé de nouvelles pièces d’artillerie qui n’étaient pas du modèle conventionnel et qui firent fort impression sur les Croisés, ses alliés.
De même, le trébuchet portatif (en grec: cheiromangana) consistait en une fronde montée sur un support qui utilisait un levier pour projeter les projectiles. Il fut utilisé par l’empereur Nicéphore II Phokas vers 965 pour disperser les formations ennemies en terrain découvert. Il est également mentionné dans le taktika du général Nicéphore Ouranos (vers 1000) et classé comme une forme d’arme de guerre dans le De obsidione toleranda (auteur anonyme).

## Relations avec le monde arabe

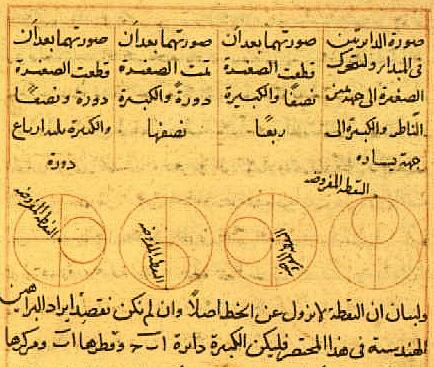
Le « couple d’al-Tusi », concept mathématique inventé par Nasir al-Din al-Tusi dans lequel un petit cercle tourne dans un cercle ayant deux fois son diamètre. (Biblioteca Apostolica Vaticana, Vat. Arabic ms 319, fol. 28)

Les échanges culturels et scientifiques entre le monde byzantin et le monde arabe furent nombreux et fréquents. Au sein même du califat abbasside existaient des monastères et communautés chrétiennes où la littérature grecque se propagea tout au cours du VIIIe siècle. Les califes tentèrent d’attirer certains intellectuels byzantins comme Léon le Mathématicien (IXe siècle) à Bagdad; Photios (IXe siècle), alors professeur à Constantinople et futur patriarche de Constantinople, put probablement travailler à Bagdad au cours des ambassades qu’il y conduisit en 838, 845 et 855,. L’Empire byzantin permit ainsi au monde musulman médiéval d’acquérir les textes grecs anciens et plus contemporains sur l’astronomie, les mathématiques et la philosophie qui furent alors traduits en arabe.
En revanche, des savants byzantins comme Grégoire Choniadès (début du XIIIe siècle-début du XIVe siècle qui avait visité le brillant centre intellectuel de Maragha, en Perse, avec son observatoire fondé en 1259 par Houlagou Khan, traduisit en grec des tables astronomiques persanes, notamment les Tables ilkhaniennes de Nasir al-Din al-Tusi (1201-1274), les Tables sinjariques d'al-Khazini, un astronome de Merv d'origine byzantine (flor. 1115-1130), et aussi les tables et commentaires de son maître Shams al-Boukhariv. D’autres universitaires byzantins utilisèrent des translittérations de l’arabe pour décrire certains concepts scientifiques plutôt que les termes grecs anciens traditionnels, comme le terme arabe talei au lieu de l’ancien grec horoscopos.
Byzance a ainsi joué un rôle important non seulement dans la transmission de l’ancien savoir grec en Europe occidentale, mais aussi en y introduisant le savoir arabe. Selon certains historiens, Nicolas Copernic ou quelque autre auteur européen aurait eu accès à des textes astronomiques arabes, notamment sur le « couple d’al-Tusi », modèle astronomique mentionné plus haut et développé en 1247 par Nasir al-Din al-Tusi, qui donne une version du modèle géocentrique du système solaire sans utiliser le point équant de Ptolémée, et adopté par Copernic pour la première version de son modèle héliocentrique en 1543. C’est aussi par le truchement de textes scientifiques arabes que les savants byzantins ont fait connaissance avec les théories astronomiques sassanides et indiennes.

## Relations avec l’Occident

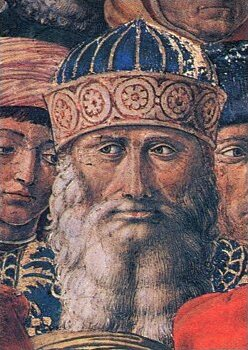
Gémiste Pléthon, dont les conférences sur Platon enthousiasment les Florentins pendant le Concile de Ferrare-Florence.

Pendant le haut Moyen Âge, la langue grecque était pratiquement inconnue en Occident. Seuls quelques textes d’Aristote (une partie de l’Organon grâce à Boèce) et des premiers Pères de l’Église avaient survécu. Le développement du commerce entre l’Orient et l’Occident, avant et surtout après les premières croisades, offre des opportunités. Dans les villes du nord de l’Italie puis à Rome (où la papauté se réinstalle en 1420 après un long séjour à Avignon), ainsi qu’à Venise (y compris sa ville universitaire, Padoue), la bourgeoisie économique et politique de l’époque se met à s’intéresser de plus en plus à l’héritage des anciens Grecs et Romains et à leur pensée politique. 
Dans le sud de l’Italie continue à exister au XIIIe siècle une importante communauté grecque concentrée dans la région de Messine, de Calabre et d’Apulie, maintenant une identité culturelle grâce à de nombreux contacts avec Constantinople ainsi que son identité religieuse tant par son attachement à sa liturgie distincte de la liturgie romaine qu’au patriarche de Constantinople qu’elle considère comme le véritable chef de l’Église.
Les premiers à s’intéresser à l’héritage de la Grèce antique et byzantine sont des érudits italiens, comme Pétrarque (1304-1374) ou Barlaam le Calabrais (1290-1314), alliant culture latine et grecque, qui réussissent à se procurer des textes grecs originaux ou se rendent eux-mêmes à Constantinople pour y étudier le grec.
Après le sac de Constantinople par les Croisés (qui fait disparaitre nombre d’œuvres anciennes) et la reprise de la ville par Michel VIII Paléologue, l’empire, réduit à une confédération de cités-États, est le théâtre d’une renaissance intellectuelle, dite « Renaissance paléologue » pendant laquelle les Byzantins s’accrochent de plus en plus fermement à leurs racines culturelles, se considérant comme les héritiers des poètes et philosophes, des historiens et des hommes de science de la Grèce antique. 
L’un des premiers représentants de ce renouveau est sans doute Nicéphore Blemmydès (1197-1269) qui parcourt la Grèce à la recherche de manuscrits pour son enseignement, et écrit parmi ses nombreux traités un manuel de philosophie aristotélicienne.
Si Pétrarque et Boccace ont exprimé le désir d’apprendre le grec pour lire les textes anciens, c’est avec l’arrivée d’un diplomate byzantin, Manuel Chrysoloras (vers 1355-1415), que ce rêve peut se concrétiser. Après un premier voyage en Italie en 1394 pour solliciter l’aide de l’Occident contre les Turcs, Chrysoloras arrive à Venise en 1396 et s’établit à Florence l'année suivante. Au cours des trois années qu’il y passe, il donne des leçons de grec à plusieurs humanistes dont Niccolò Niccoli et Leonardo Bruni.

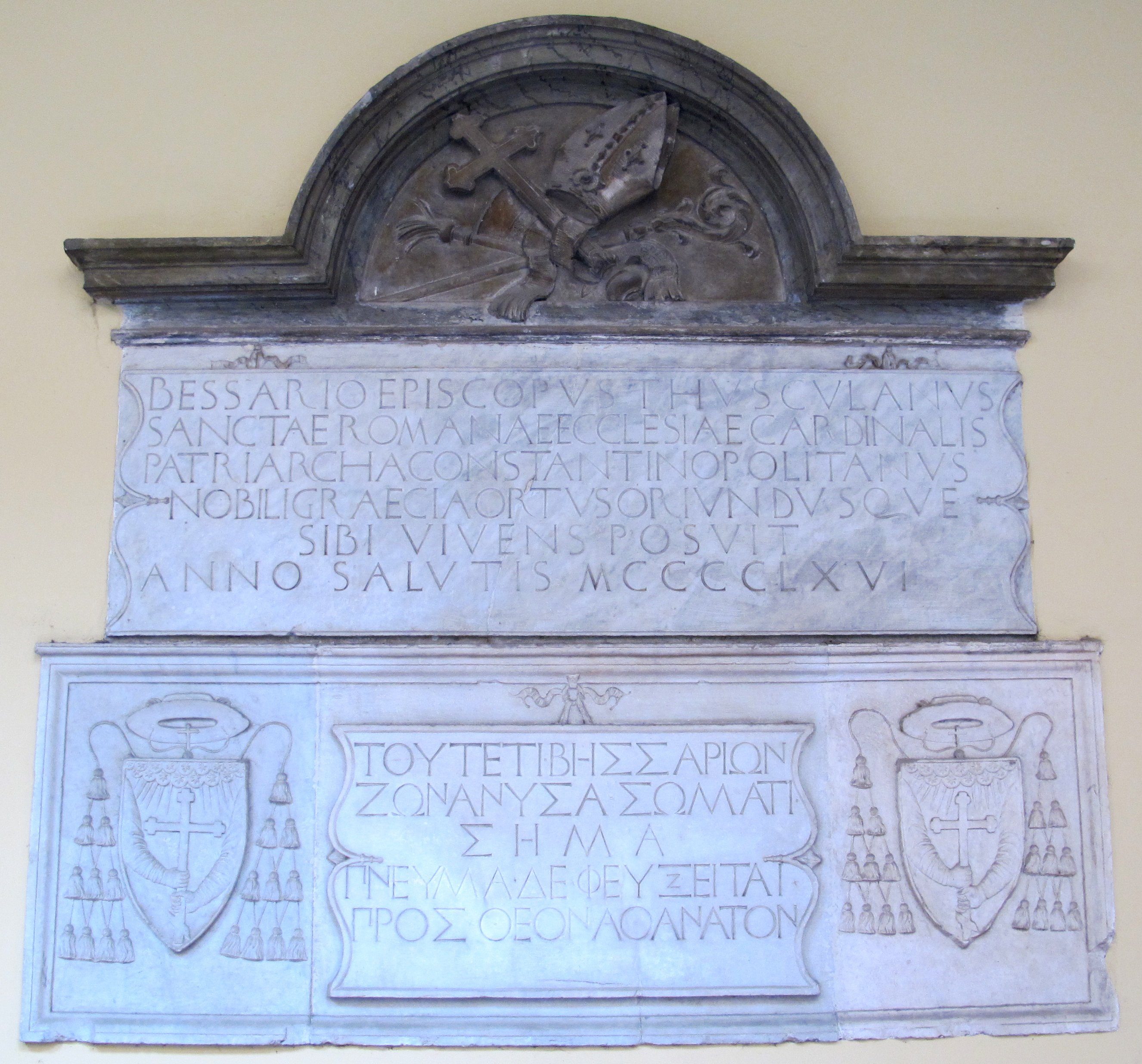
Monument funéraire du cardinal Bessarion, dans la basilique des Saints-Apôtres, à Rome.

Vingt ans après la mort de Chrysoloras, le Concile de Florence (1431-1441) convoqué pour en arriver à la réunification des Églises chrétiennes d'Orient et d'Occident, permet la plus importante rencontre entre intellectuels italiens et byzantins de cette époque charnière entre Moyen Âge et Renaissance. 
En novembre 1437, l’empereur et une délégation de quelque 700 personnes incluant le patriarche Joseph II, vingt métropolites, nombre d’évêques, ainsi que des laïcs versés en théologie, s’embarque pour Venise. 
Parmi eux figure Gémiste Pléthon (v. 1355 /1360 — 26 juin 1452) dit Pléthon par analogie avec son idole, Platon. 
Peu intéressé par les débats théologiques, il passe la plus grande partie de son temps à donner des conférences sur les différences philosophiques entre Platon et Aristote, qui fascinent les Florentins. 
Son traité, dans lequel il prend la défense de Platon et fustige Aristote, soulève une controverse qui continue à Rome bien après le concile et le retour de Pléthon à Mistra où il termine ses jours. 
C'est probablement son activité qui donne à Cosme de Médicis l’idée de fonder l’Académie platonicienne,.
L’un de ses collègues dans la délégation byzantine est Basilius (Jean) Bessarion (1403-1472), qui participe au concile avec les pro-unionistes et se convertit au catholicisme romain à la fin du concile. 
Rejeté par ses compatriotes lors de son retour à Constantinople, il revient à Rome, où il a été fait cardinal, et fait venir de Constantinople nombre de manuscrits anciens pour les protéger contre l’invasion turque imminente. 
Ces manuscrits vont être utilisés entre autres par Georges de Trébizonde (1396-1472), Théodore Gaza (1400-1478), et peut-être Laurent Valla (1407-1457) pour traduire et faire connaitre plusieurs auteurs et Pères de l’Église grecque. 
Sa bibliothèque comprenant 746 manuscrits est léguée après sa mort à la république de Venise où, avec d’autres, ils forment le fonds de la Biblioteca Marciana (1648).
La prise de Constantinople par les Turcs en 1453 provoque l’exil non seulement de nombreux intellectuels byzantins professeurs d’universités, mais aussi d’un nombre considérable de personnes travaillant dans leur entourage, comme les copistes ou les traducteurs anonymes, qui vont jouer un rôle, souvent obscur mais néanmoins essentiel, dans la diffusion des textes grecs. 
De plus, non seulement ces artistes et artisans émigrés apportent avec eux nombre de manuscrits inconnus jusque-là en Occident, mais ils corrigent les textes souvent corrompus qui y sont déjà parvenus, en particulier à travers diverses versions arabes, et, en faisant appel aux commentateurs d’Aristote et de Platon byzantins et alexandrins, permettent de mieux en comprendre l’esprit originel. 
Enfin, leur collaboration avec les presses qui prennent leur essor, donne une nouvelle impulsion à leur enseignement dans diverses universités italiennes.